# 톱사슴벌레속
톱사슴벌레속(Prosopocoilus)은 사슴벌레과의 한 속이다. 한국에는 톱사슴벌레(P. inclinatus)와 두점박이사슴벌레(P. astacoides blanchardi)가 서식하며, 세계에서 공식적으로 가장 커다란 사슴벌레 종인 기라파사슴벌레(P. giraffa)가 속한다.

## 일부 종
- 제브라톱사슴벌레
- 기라파톱사슴벌레
- 톱사슴벌레
- 두점박이사슴벌레